# وستلیک
وستلیک (انگلیسی: Westlake) شرکت صنایع شیمیایی آمریکایی است، که در سال ۱۹۸۶ توسط تینگ سانگ چاو تأسیس شد.